# Gothic 3
Gothic 3 là một game nhập vai hành động thế giới mở dành cho Microsoft Windows được phát triển bởi Piranha Bytes. Đây là phần tiếp theo của Gothic II. Bản Collector's Edition được phát hành có chứa tài liệu sưu tập thưởng thêm. JoWooD đã phát hành một bản mở rộng độc lập, mang tên Gothic 3: Forsaken Gods, vào tháng 11 năm 2008.

## Lối chơi
Người chơi phải hoàn thành các nhiệm vụ và tiêu diệt động vật hoang dã và quái vật để kiếm kinh nghiệm và cải thiện kỹ năng. Trò chơi lấy danh tiếng làm trọng tâm cho phép người chơi theo về một phe phái trong game. Trong khi có tất cả là sáu phe phái, chỉ có ba phe có thể tham gia: Rebel, lính đánh thuê Orc và Hashishin. Các phe phái còn lại là Ranger, Nomad và cư dân Nordmar. Người chơi có thể tận dụng các nhiệm vụ để cho phép một trong hai phe chiếm lấy thị trấn. Hộp thoại thay đổi theo hành động và hành vi trong game. Trò chơi tập trung đặc biệt vào tính tương tác của môi trường. Phần điều khiển đều được thay đổi một chút với sự tập trung mạnh mẽ hơn vào hành động. Điều hướng và chiến đấu lấy chuột làm trung tâm hơn, với mỗi nút chuột có một hành động chiến đấu khác nhau. Anh hùng Vô danh (Nameless Hero) giờ cũng có thể sử dụng vũ khí kép hoặc khiên.

## Cốt truyện
Phần thứ ba mở đầu với Anh hùng Vô danh và những người bạn của anh ta chèo thuyền đến một lục địa mới tràn ngập lũ Orc, khi đi tới Myrtana, khu vực trung tâm của lục địa. Người anh hùng đã mất tất cả đồ đạc của mình từ phần trước khi con tàu của anh ta bị đánh cắp trong khi anh ta ở trên bờ với Milten, Diego, Gorn, và Lester. Có lẽ đây là nguồn gốc cuộc xâm lược của loài Orc đã được phát động trên Khorinis trong chương thứ hai. Những vùng đất này không có mối liên hệ vật lý nào với Khorinis hoặc tàn tích của thuộc địa khổ sai. Trong những khu rừng miền núi này, những con Orc đã nô dịch hóa vương quốc loài người chỉ có một vài người tự do sống ở vùng đất phía bắc gần như không thể ở được Nordmar và sa mạc phía nam Varant. Người anh hùng phải quyết định liệu có tham gia cuộc nổi loạn và sống chân thành vị vua loài người bị phế truất, phục vụ những kẻ tiếm vị Orcish trong nhiệm vụ lật đổ thành trì cuối cùng của nhân loại hay chọn một con đường phục vụ cho mục đích của riêng mình. Xuyên suốt câu chuyện, anh ta đi cùng với một số NPC, một số người là bạn cũ. Trong khi chương này đưa bạn bè từ phần trước (Xardas, Diego, Milten, Gorn, Lester, Lee và Vatras) nó cũng giới thiệu hai nhân vật chính mới; Vua Rhobar Đệ nhị (kẻ cuối cùng chịu trách nhiệm gửi Anh hùng Vô danh đến thuộc địa khổ sai trong phần đầu tiên) và Zuben. Trong khi nhà vua có một quá khứ mạnh mẽ như một nhà lãnh đạo táo bạo, bây giờ ông phải đối mặt với một thất bại gần kề; danh tiếng của ông đang suy giảm. Zuben lãnh đạo tộc Hashishin sinh sống ở khu vực phía nam Varant.

## Phát triển
Gothic 3 được vận hành bởi một engine tùy chỉnh có tên là Genome; nó hỗ trợ Pixel Shader 3.0, có thiết kế đa luồng và bao gồm ánh sáng động (bao gồm cả tự đổ bóng). Diễn hoạt nhân vật sử dụng EMotion FX 2 và mô phỏng vật lý được cung cấp bởi engine vật lý PhysX của Ageia. Nó cũng sử dụng phần mềm cây và dụng cụ SpeedTreeRT của IDV, Bink Video Technology từ RAD Game Tools cho các đoạn phim cắt cảnh, cũng như FMOD Sound System từ Firelight Technologies cho mảng phát lại âm thanh.

### Sau khi phát hành
Sau khi phát hành với nhiều vấn đề và lỗi, tranh chấp giữa nhà phát hành và nhà phát triển đã dẫn đến sự tách biệt của họ vào năm 2007. Trò chơi vẫn duy trì với bản vá lỗi 1.12 được phát hành cuối cùng trong tình trạng lỗi và chưa hoàn thành, và một bản vá và trình chỉnh sửa được công bố tiếp theo chưa được hoàn thành. Do đó, nhà xuất bản nắm giữ bản quyền Jowood đã cấp quyền truy cập vào mã nguồn cho các nhà phát triển từ cộng đồng trò chơi để cho phép người hâm mộ ít nhất tự xử lý các vấn đề và lỗi nghiêm trọng. Trong nhiều năm làm việc tự nguyện và không được trả lương, cộng đồng người hâm mộ đã tạo ra một số bản vá lỗi cộng đồng, với phiên bản lặp thực tế 1.75 được phát hành vào tháng 4 năm 2012. Với bản vá lỗi có kích thước 1,5 GB này các cải tiến và sửa lỗi đáng kể đã được giới thiệu, do đó cuối cùng tình trạng cũng có thể chơi được game đã đạt được. goài ra, một "Dự án Câu chuyện Cộng đồng" vẫn hoạt động để khắc phục sự không nhất quán trong các bản Gothic trước đây và về việc lấp đầy các khoảng trống câu chuyện. Vào năm 2014, một bản vá lỗi bổ sung và trình tối ưu hóa dữ liệu cho phiên bản 1.75.14 đã có sẵn để khắc phục một số vấn đề còn lại.

### Bản mở rộng
Ngày 21 tháng 11 năm 2008, JoWooD Productions đã phát hành một bản mở rộng độc lập mang tên Gothic 3: Forsaken Gods, được phát triển bởi Trine Games. Gothic 3: Forsaken Gods cũng có lỗi tương tự như trò chơi gốc và sau đó được sửa chữa trong bản Enhanced Edition của Mad Vulture Games, một công ty được tạo ra bởi các nhà phát triển từ cộng đồng game.

## Đón nhận
Gothic 3 là một thành công thương mại, với doanh số toàn cầu hơn 500.000 bản vào tháng 3 năm 2007. Nó đã bán được 100.000 bản trong hai ngày khai trương. Trò chơi đã nhận được những đánh giá "trái chiều", theo trang web tổng hợp kết quả đánh giá game Metacritic. Trước khi phát hành vào đầu tháng 10 năm 2006, Gothic 3 đã được IGN đề cử là tựa game hay nhất của E3. Kể từ khi phát hành, hầu hết các mối quan tâm đã tập trung vào lỗi. Daniel Wilks của Hyper đã khen ngợi trò chơi này vì "hàng tấn nhiệm vụ, phần thưởng khám phá và chiến đấu dễ tiếp cận". Tuy nhiên, ông chỉ trích nó là "hệ thống xén bớt, cảm thấy chưa hoàn thành và khâu lồng tiếng gớm ghiếc".